# 何旗
何旗（1982年—），男，福建福州长乐人，归国华侨，中华人民共和国企业家，现任上海均和集团有限公司董事长，中国侨商联合会常务副会长，中华全国青年联合会副主席。